# Refoulement originaire
Le refoulement originaire (traduit de l'allemand : Urverdrängung) ou « refoulement primaire » correspond chez Sigmund Freud au premier temps du refoulement.

## Définition
Comment traduire le préfixe Ur de Urverdrängung, qui, selon Ruth Menahem, « désigne l’acte fondateur, l’impensable de l’origine [...] »?. Dans la littérature française,  on peut trouver plusieurs traductions de Urverdrängung : « refoulement originaire, primaire, primitif, primordial, originel ». Jean Laplanche et Jean-Bertrand Pontalis ont opté pour « originaire », qu'on retrouve dans d'autres termes freudiens comme Urphantasie (fantasme originaire), Urszene (scène originaire).
D'après le Vocabulaire de la psychanalyse, le refoulement originaire est un « processus hypothétique décrit par Freud comme premier temps de l'opération du refoulement ». Jean-François Rabain parle quant à lui de « temps originel ». En tant que premier « refoulé originaire », des représentations inconscientes constituent un « “premier noyau inconscient” qui fonctionne comme pôle d'attraction à l'égard des éléments qui seront ultérieurement à refouler ». Selon Laplanche et Pontalis, ces « noyaux inconscients ainsi constitués collaborent ainsi au refoulement proprement dit » (ou refoulement après-coup, en allemand Nachdrängen), d'une part par l'attraction qu'ils exercent sur les contenus à refouler, d'autre part « conjointement à la répulsion provenant des instance supérieures ».

## Le refoulement originaire et la fixation
Dans l'étude du cas du Président Schreber (1911), le premier temps du refoulement est déjà décrit comme fixation, laquelle est à entendre dans ce texte comme « inhibition de développement ». Dans l'essai métapsychologique de 1915 sur Le refoulement (Die Verdrängung), le terme de fixation ne désigne plus seulement la fixation à un stade libidinal, mais « la fixation à une représentation et l'inscription (Niederschrift) de cette représentation dans l'inconscient ». Jean Laplanche et Jean-Bertrand Pontalis citent Freud :

« Nous sommes donc fondés à admettre un refoulement originaire, une première phase du refoulement qui consiste en ceci que le représentant psychique (représentant-représentation) de la pulsion se voit refuser la prise en charge dans le conscient. Avec lui se produit une fixation ; le représentant correspondant subsiste à partir de là de façon inaltérable et la pulsion demeure liée à lui. »

— Freud, Le refoulement, 1915.

## Le contre-investissement, seul mécanisme du refoulement originaire
Le contre-investissement — processus économique  d'investissement d'un élément du système préconscient-conscient visant à empêcher le surgissement, à sa place, de la représentation refoulée, exemple : l'animal phobique — 
est, ainsi que l'écrit Freud dans L'inconscient (1915), « le seul et unique mécanisme du refoulement originaire ; dans le refoulement proprement dit (refoulement après-coup), s'y ajoute le retrait de l'investissement préconscient ». 

#### Texte de référence
- Sigmund Freud, Le refoulement (1915), in Métapsychologie, Ed.: Gallimard-Folio, 1986,  (ISBN 2-07032-340-4); in Métapsychologie, dans OCF.P XIII 1914-1915, trad. Janine Altounian, André Bourguignon, Pierre Cotet, Jean Laplanche et Alain Rauzy, Paris, PUF, 2e éd., 1994  (ISBN 2 13 042148 2); Métapsychologie, édition PUF-Quadrige, Préface de François Robert, 2010  (ISBN 2130579574)

#### Études sur le concept
: document utilisé comme source pour la rédaction de cet article.

##### Dictionnaires
- [Roudinesco et Plon, 2011] Elisabeth Roudinesco et Michel Plon, Dictionnaire de la psychanalyse, Paris, Fayard, coll. « La Pochotèque », 2011 (1re éd. 1997), 1789 p. (ISBN 978-2-253-08854-7)
- [Laplanche et Pontalis, 1984] Jean Laplanche et Jean-Bertrand Pontalis, « refoulement originaire, contre-investissement », dans Jean Laplanche et J.-B. Pontalis, Vocabulaire de la psychanalyse, Presses universitaires de France, 1984 (1re éd. 1967) (ISBN 2-13-038621-0), p. 396-398, 101-102.
- [Rabain, 2005] Jean-François Rabain, « refoulement originaire », dans Alain de Mijolla (dir.), Dictionnaire international de la psychanalyse, Hachette Littératures, 2005 (ISBN 2-0127-9145-X), p. 1490-1491.

##### Autres
(Dans l'ordre alphabétique des noms d'auteurs)
- Lina Balestrière, « Chapitre 1. Le refoulement originaire », dans : , Freud et la question des origines. sous la direction de Balestrière Lina. Louvain-la-Neuve, De Boeck Supérieur, « Oxalis », 2008, p. 113-126.
- Pierre-Paul Lacas, « Retour du refoulé », Encyclopædia Universalis, [lire en ligne]
- Claude Le Guen, « Comment Freud élabora le concept du refoulement », dans : Claude Le Guen, Le refoulement, Paris, Presses universitaires de France, coll. « Que sais-je ? », 1997, p. 7-21.
- [Menahem, 2008] Ruth Menahem, « Le refoulement originaire », dans Jacques Boushira (éd.), Le refoulement, PUF, coll. « Monographies et débats de psychanalyse », 2008 (DOI 10.3917/puf.boush), lire en ligne), p. 55-73.
- Michel Meyer : Qu'est-ce que le refoulement ?, L'Herne, 2012
- Alain Vanier, « À propos du refoulement », Analyse Freudienne Presse, 2003/2 (no 8), p. 17-20. [lire en ligne]